# Gamax Spillo SC
Lo Spillo SC rientra nel segmento degli scooter a basso consumo e di facile utilizzo, adatto per l'uso in città, prodotto dalla casa motociclistica taiwanese Gamax nell'unica cilindrata di 50 cm³.

## SC2
La prima serie del modello è entrata in produzione nel 2006, distinguendosi subito per le caratteristiche d'economia di gestione grazie al consumo dichiarato di soli 1,3 litri di carburante per percorrere 100 km e un peso inferiore ai 60 kg.
Lo scooter è carenato e presenta una protezione aerodinamica anche per le gambe, inoltre è munito di due specchietti retrovisori rotondi, mentre le ruote sono in lega a tre raggi sdoppiati, il motore a quattro tempi ha il cilindro con un trattamento in ceramica placcata e le forcelle sono rovesciate e alloggiano la ruota senza l'ausilio dei piedini. Questo mezzo ha subito ottenuto l'omologazione Euro 3.

### Varianti
Sono state disponibili subito due versioni, normale e sport, con quest'ultima che si differenzia esteticamente per l'adozione di un piccolo parabrezza anteriore.
Nel 2008 è stato presentato un modello con doppia motorizzazione, sia elettrico che termico, con motore elettrico sulla ruota anteriore e il classico motore termico alla ruota posteriore. Adotta per la prima volta anche un freno a disco anteriore al posto degli originali a tamburo.

## SC3
Questa versione introdotta nel 2009 è a due posti, che seppure adopera lo stesso nome e linea dello Spillo SC2, ha un telaio e un motore completamente differenti, il che ha permesso di aumentare la potenza di circa il 72%, mentre la coppia è cresciuta di un 14%, per quanto riguarda la sella ora è più lunga (circa il doppio) ed è a due livelli, come contro si ha un aumento di circa 14 kg di peso.